# بژژنو (استان پودلاسکی)
بژژنو (به لهستانی:  Brzeźno) یک روستا در لهستان است که در گمینا شچوچن واقع شده‌است.